# Sultanat de Serdang
1723 – 1946
Le sultanat de Serdang était un État princier d'Indonésie dans le nord de l'île de Sumatra. Sa capitale était Perbaungan. En 2003, l'ancien territoire du sultanat a été détaché du kabupaten de Deli Serdang pour former le nouveau kabupaten de Serdang Bedagai (id) dans la province de Sumatra du Nord.

L'actuel kabupaten de Serdang Begadai dans la province de Sumatra du Nord

## Histoire
Lorsque Padrap, le 3e sultan de Deli, meurt en 1723, c'est son fils cadet, Gandar Wahid, qui monte sur le trône, sans tenir compte de ses frères aîné Jalaludin et benjamin Umar. Jalaludin était infirme. Umar choisit de se réfugier dans la région de Serdang, alors partie du territoire de Deli.
Des notables de la région, représentants du sultanat d'Aceh, intrônisent Umar comme premier sultan de Serdang en 1728. La cour s'installe à Kampung Besar, où réside la mère d'Umar, Ampunan Sampali. Umar, également appelé Raja Osman, meurt lors d'une attaque du sultanat de Siak, qui a entrepris une campagne de conquête des principautés malaises de la côte orientale de Sumatra en 1782. Sa tombe se trouve au milieu des plantations de Sampali.
Le successeur d'Umar est son fils Ainan Johan Alam Shah. Sous le règne d'Ainan, Serdang étend son territoire. Le sultan de Siak confère à Ainan le titre de sultan en 1814.
Ainan meurt en 1817. C'est son fils cadet Sinar qui lui succède, l'aîné, Zainal Abidin, étant mort à la guerre. Sinar prend le titre de Sultan Thaf Sinar Bashar Shah. Sous son règne, Serdang prospère. Un traité de commerce est signé avec les Anglais en 1823. Le territoire s'étend.
Le 4e sultan de Serdang, Basharuddin, est intronisé à la mort de son père en 1850, avec le titre de Sultan Muhammad Basharuddin Syaiful Alam Shah. Sous son règne, Serdang continue d'étendre son territoire. Face à l'influence grandissante des Hollandais dans la région, Basharuddin se range aux côtés d'Aceh. Le sultan d'Aceh le nomme wajir (gouverneur) des territoires de Langkat et Asahan. À ce titre, Basharuddin doit affronter en 1862 une expédition hollandaise commandée par Netscher. Basharuddin s'efforce néanmoins de maintenir des relations pacifiques avec Deli, lié aux Hollandais. Un conflit éclate néanmoins entre Serdang et Deli. Aceh, de son côté, envoie une flotte de 200 bateaux contre Deli et Langkat. Basharuddin participe à l'attaque. En août 1865, les Hollandais envoient un corps expéditionnaire de plusieurs milliers de soldats. Basharuddin est fait prisonnier le 3 octobre. Les Hollandais s'emparent d'une partie du territoire de Serdang. 
Basharuddin meurt le 20 décembre 1879. Son successeur, Sulaiman, n'a alors que 13 ans. Un de ses oncles assure la régence. Le résident hollandais à Deli impose trois conditions pour reconnaître le jeune sultan : renoncement aux territoires de Serdang pris par les Hollandais, pose d'une borne frontalière entre Deli et Serdang, et reconnaissance de la souveraineté hollandaise. Sulaiman ignore cette demande. Il est finalement reconnu comme sultan de Serdang par les Hollandais en 1887, bien qu'il ne reconnaisse toujours pas la frontière avec Deli définie par les Hollandais.

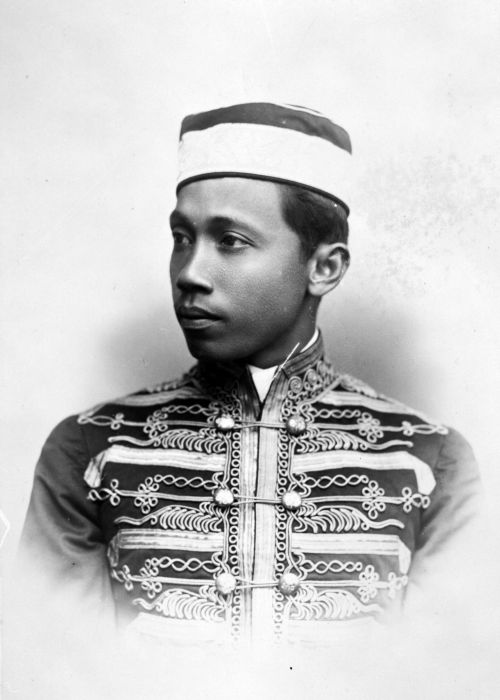
Le sultan Sulaiman (vers 1900)

En 1891 le contrôleur hollandais Douwes Dekker décide de déménager la capitale de Serdang, en raison des inondations fréquentes. Sulaiman ignore la décision car il est en train de faire construire un palais et une mosquée en un autre lieu, où il s'installe en 1886. Il développe des rizières et des plantations sur son territoire. En 1903, il fait venir des paysans du sud de Bornéo pour exploiter les rizières. Il fait construire une usine de pâte de crevettes belacan et une savonnerie, et ouvre une plantation de tabac. Il crée une banque. Dans le domaine de l'éducation, le sultan fonde une école.
Sulaiman est soucieux de défendre les intérêts de ses sujets face au pouvoir colonial. En 1922, il fait rédiger un code sur le droit de mise en valeur des terres par les employés des plantations pendant les périodes intermédiaires. Le sultan est également un protecteur des arts. Il fait construire le théâtre "Indera Ratu", qui présente des spectacles malais, indiens et occidentaux. Il soutient le théâtre traditionnel malais makyong, ainsi que le théâtre d'ombres javanais wayang kulit dont lui a fait cadeau le sultan Hamengkubowono VIII de Yogyakarta.
Lors de l'occupation japonaise des Indes néerlandaises, le sultan collabore avec l'occupant en acceptant de le ravitailler en riz. En échange, les Japonais s'engagent à ne pas enrôler de travailleurs de forces parmi ses sujets. Lors de la proclamation de l'indépendance de l'Indonésie le 17 août 1945, Sulaiman fait aussitôt hisser le drapeau rouge et blanc indonésien et fait envoyer par le gouverneur de Sumatra oriental, T. M. Hassan, un télégramme au président Soekarno pour lui signifier son allégeance à la République. Le sultanat est intégré dans le kabupaten de Deli Serdang.

## Souverains de Serdang

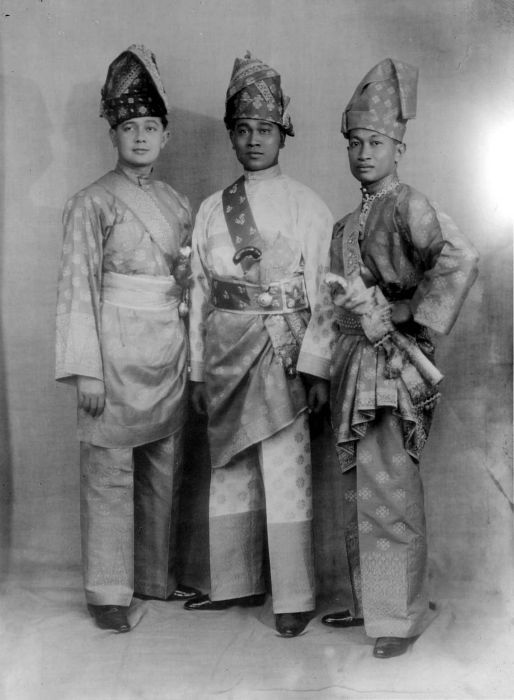
Les princes de Deli, Langkat et Serdang

- 1728 - 1782 : Tuanku Umar Johan Pahlawan Alam Shah, prince de Serdang
- 1782 - 1822 : Tuanku Ainan Johan Pahlawan Alam Shah, prince de Serdang
- 1822 - 1851 : Paduka Sri Sultan Thaf Sinar Bashar Shah, sultan et Yang di-Pertuan Besar de Serdang
- 1851 - 1879 : Paduka Sri Sultan Muhammad Basharuddin Saif ul-Alam Shah, sultan et Yang di-Pertuan Besar
- 1879 - 1946 : Paduka Sri Sultan Tuanku Sulaiman Sharif ul-Alam Shah, sultan et Yang di-Pertuan Besar
- 1946 - 1960 : Tuanku Rajih Anwar, chef de la Maison royale de Serdang
- 1960 - 2001 : Paduka Sri Sultan Tuanku Abu Nawar Sharifullah Alam Shah, sultan et chef de la Maison royale
- Depuis 2001 : Paduka Sri Sultan Tuanku Lukman Sinar Bashar Shah II, sultan et chef de la Maison royale

## Sources
- Site du kabupaten de Serdang Bedagai